# 選抜高等学校野球大会 (静岡県勢)
選抜高等学校野球大会（せんばつこうとうがっこうやきゅうたいかい）における静岡県勢の成績について記す。

## 選抜中等学校野球大会
| 開催年 （大会）       | 選出校                  | 試合結果 | 試合結果                                                    | 成績     |
| --------------------- | ----------------------- | -------- | ----------------------------------------------------------- | -------- |
| 1926年 （第3回大会）  | 静岡中 （初出場）       | 1回戦    | ● 1 - 11 広陵中                                             | 初戦敗退 |
| 1927年 （第4回大会）  | 静岡中 （2年連続2回目） | 1回戦    | ● 0 - 10 広陵中 （7回ウラ終了・降雨又は日没コールドゲーム） | 初戦敗退 |
| 1928年 （第5回大会）  | 静岡中 （3年連続3回目） | 1回戦    | ○ 5 - 0 島根商                                              | ベスト4  |
| 1928年 （第5回大会）  | 静岡中 （3年連続3回目） | 準々決勝 | ○ 5 - 2 松山商                                              | ベスト4  |
| 1928年 （第5回大会）  | 静岡中 （3年連続3回目） | 準決勝   | ● 0 - 2 和歌山中 （7回ウラ終了・降雨コールドゲーム）        | ベスト4  |
| 1929年 （第6回大会）  | 静岡中 （4年連続4回目） | 1回戦    | ● 2 - 5 第一神港商                                          | 初戦敗退 |
| 1930年 （第7回大会）  | 静岡中 （5年連続5回目） | 1回戦    | ○ 11x - 10 和歌山中                                         | ベスト8  |
| 1930年 （第7回大会）  | 静岡中 （5年連続5回目） | 準々決勝 | ● 3 - 7 甲陽中                                              | ベスト8  |
| 1931年 （第8回大会）  | 静岡中 （6年連続6回目） | 1回戦    | ● 0 - 7 第一神港商                                          | 初戦敗退 |
| 1932年 （第9回大会）  | 静岡中 （7年連続7回目） | 2回戦    | ● 0 - 1 八尾中                                              | 初戦敗退 |
| 1933年 （第10回大会） | 静岡中 （8年連続8回目） | 1回戦    | ● 5 - 6 岐阜商                                              | 初戦敗退 |
| 1933年 （第10回大会） | 島田商 （初出場）       | 1回戦    | ● 0 - 3 中京商                                              | 初戦敗退 |
| 1934年 （第11回大会） | 静岡商 （初出場）       | 1回戦    | ● 0 - 7 享栄商                                              | 初戦敗退 |
| 1935年 （第12回大会） | 島田商 （2年ぶり2回目） | 2回戦    | ○ 5 - 2 米子中                                              | ベスト8  |
| 1935年 （第12回大会） | 島田商 （2年ぶり2回目） | 準々決勝 | ● 0 - 5 岐阜商                                              | ベスト8  |
| 1937年 （第14回大会） | 島田商 （2年ぶり3回目） | 1回戦    | ○ 5 - 0 小倉工                                              | 2回戦    |
| 1937年 （第14回大会） | 島田商 （2年ぶり3回目） | 2回戦    | ● 2 - 7 東邦商                                              | 2回戦    |
| 1938年 （第15回大会） | 島田商 （2年連続4回目） | 1回戦    | ● 0 - 3 甲陽中                                              | 初戦敗退 |
| 1939年 （第16回大会） | 島田商 （3年連続5回目） | 2回戦    | ○ 2 - 1 呉港中                                              | ベスト4  |
| 1939年 （第16回大会） | 島田商 （3年連続5回目） | 準々決勝 | ○ 2 - 0 熊本工                                              | ベスト4  |
| 1939年 （第16回大会） | 島田商 （3年連続5回目） | 準決勝   | ● 1 - 6 東邦商 （8回ウラ終了・降雨コールドゲーム）          | ベスト4  |
| 1940年 （第17回大会） | 島田商 （4年連続6回目） | 2回戦    | ○ 5 - 4 海草中                                              | ベスト8  |
| 1940年 （第17回大会） | 島田商 （4年連続6回目） | 準決勝   | ● 0 - 4 岐阜商                                              | ベスト8  |
| 1941年 （第18回大会） | 島田商 （5年連続7回目） | 1回戦    | ● 1 - 3 海南中                                              | 初戦敗退 |

## 選抜高等学校野球大会
| 開催年 （大会）       | 選出校                      | 試合結果 | 試合結果                       | 成績     |
| --------------------- | --------------------------- | -------- | ------------------------------ | -------- |
| 1950年 （第22回大会） | 韮山 （初出場）             | 1回戦    | ○ 5 - 1 兵庫工                 | 優勝     |
| 1950年 （第22回大会） | 韮山 （初出場）             | 準々決勝 | ○ 6x - 5 八幡                  | 優勝     |
| 1950年 （第22回大会） | 韮山 （初出場）             | 準決勝   | ○ 7 - 3 北野                   | 優勝     |
| 1950年 （第22回大会） | 韮山 （初出場）             | 決勝     | ○ 4 - 1 高知商                 | 優勝     |
| 1951年 （第23回大会） | 静岡城内 （18年ぶり9回目）  | 1回戦    | ● 0 - 5 鳴尾                   | 初戦敗退 |
| 1952年 （第24回大会） | 静岡商 （18年ぶり2回目）    | 2回戦    | ○ 1 - 0 函館西                 | 優勝     |
| 1952年 （第24回大会） | 静岡商 （18年ぶり2回目）    | 準々決勝 | ○ 3 - 0 平安                   | 優勝     |
| 1952年 （第24回大会） | 静岡商 （18年ぶり2回目）    | 準決勝   | ○ 2 - 0 八尾                   | 優勝     |
| 1952年 （第24回大会） | 静岡商 （18年ぶり2回目）    | 決勝     | ○ 2 - 0 鳴門                   | 優勝     |
| 1953年 （第25回大会） | 浜松北 （初出場）           | 1回戦    | ● 1 - 3 育英                   | 初戦敗退 |
| 1954年 （第26回大会） | 浜松商 （初出場）           | 2回戦    | ● 1 - 5 泉陽                   | 初戦敗退 |
| 1955年 （第27回大会） | 静岡商 （3年ぶり3回目）     | 2回戦    | ● 9 - 12 明星                  | 初戦敗退 |
| 1956年 （第28回大会） | 浜松商 （2年ぶり2回目）     | 1回戦    | ○ 5 - 2 高松商                 | 2回戦    |
| 1956年 （第28回大会） | 浜松商 （2年ぶり2回目）     | 2回戦    | ● 1 - 5 県尼崎                 | 2回戦    |
| 1957年 （第29回大会） | 市沼津 （初出場）           | 1回戦    | ● 1 - 2 倉敷工                 | 初戦敗退 |
| 1958年 （第30回大会） | 清水東 （初出場）           | 1回戦    | ● 0 - 3 済々黌                 | 初戦敗退 |
| 1960年 （第32回大会） | 静岡 （9年ぶり10回目）      | 1回戦    | ● 3 - 5 平安 （延長10回）      | 初戦敗退 |
| 1961年 （第33回大会） | 掛川西 （初出場）           | 2回戦    | ● 1 - 2 米子東                 | 初戦敗退 |
| 1963年 （第35回大会） | 清水商 （初出場）           | 1回戦    | ● 4 - 5 御所工                 | 初戦敗退 |
| 1964年 （第36回大会） | 浜松商 （8年ぶり3回目）     | 2回戦    | ● 3 - 7 土佐 （延長10回）      | 初戦敗退 |
| 1965年 （第37回大会） | 静岡 （5年ぶり11回目）      | 1回戦    | ○ 7 - 6 秋田 （延長11回）      | ベスト8  |
| 1965年 （第37回大会） | 静岡 （5年ぶり11回目）      | 2回戦    | ○ 9 - 3 向陽                   | ベスト8  |
| 1965年 （第37回大会） | 静岡 （5年ぶり11回目）      | 準々決勝 | ● 0 - 3 岡山東商               | ベスト8  |
| 1966年 （第38回大会） | 富士宮北 （初出場）         | 1回戦    | ● 1 - 6 米子東                 | 初戦敗退 |
| 1968年 （第40回大会） | 清水商 （5年ぶり2回目）     | 1回戦    | ○ 8x - 7 星林 （延長12回）     | 2回戦    |
| 1968年 （第40回大会） | 清水商 （5年ぶり2回目）     | 2回戦    | ● 0 - 3 倉敷工                 | 2回戦    |
| 1968年 （第40回大会） | 浜松工 （初出場）           | 2回戦    | ● 5 - 9 大宮工                 | 初戦敗退 |
| 1969年 （第41回大会） | 浜松北 （16年ぶり2回目）    | 1回戦    | ● 0 - 2 博多工                 | 初戦敗退 |
| 1972年 （第44回大会） | 静岡商 （17年ぶり4回目）    | 1回戦    | ● 3 - 4 今治西                 | 初戦敗退 |
| 1973年 （第45回大会） | 静岡商 （2年連続5回目）     | 1回戦    | ● 0 - 3 広島商                 | 初戦敗退 |
| 1975年 （第47回大会） | 静岡商 （2年ぶり6回目）     | 1回戦    | ○ 7 - 4 佐世保工               | ベスト8  |
| 1975年 （第47回大会） | 静岡商 （2年ぶり6回目）     | 2回戦    | ○ 4 - 3 仙台育英               | ベスト8  |
| 1975年 （第47回大会） | 静岡商 （2年ぶり6回目）     | 準々決勝 | ● 3 - 4 報徳学園               | ベスト8  |
| 1975年 （第47回大会） | 掛川西 （14年ぶり2回目）    | 1回戦    | ○ 4 - 3 能登川                 | ベスト8  |
| 1975年 （第47回大会） | 掛川西 （14年ぶり2回目）    | 2回戦    | ○ 9 - 5 天理                   | ベスト8  |
| 1975年 （第47回大会） | 掛川西 （14年ぶり2回目）    | 準々決勝 | ● 1 - 5 堀越                   | ベスト8  |
| 1976年 （第48回大会） | 東海大一 （初出場）         | 1回戦    | ● 1 - 6 福井                   | 初戦敗退 |
| 1977年 （第49回大会） | 清水東 （19年ぶり2回目）    | 2回戦    | ● 0 - 4 県岐阜商               | 初戦敗退 |
| 1978年 （第50回大会） | 浜松商 （14年ぶり4回目）    | 1回戦    | ○ 3 - 0 益田                   | 優勝     |
| 1978年 （第50回大会） | 浜松商 （14年ぶり4回目）    | 2回戦    | ○ 5 - 4 早稲田実               | 優勝     |
| 1978年 （第50回大会） | 浜松商 （14年ぶり4回目）    | 準々決勝 | ○ 3 - 0 東北                   | 優勝     |
| 1978年 （第50回大会） | 浜松商 （14年ぶり4回目）    | 準決勝   | ○ 3 - 2 桐生                   | 優勝     |
| 1978年 （第50回大会） | 浜松商 （14年ぶり4回目）    | 決勝     | ○ 2 - 0 福井商                 | 優勝     |
| 1979年 （第51回大会） | 静岡 （14年ぶり12回目）     | 1回戦    | ● 0 - 1x 倉吉北                | 初戦敗退 |
| 1980年 （第52回大会） | 富士宮北 （14年ぶり2回目）  | 1回戦    | ○ 4 - 3 上宮                   | 2回戦    |
| 1980年 （第52回大会） | 富士宮北 （14年ぶり2回目）  | 2回戦    | ● 0 - 7 高知商                 | 2回戦    |
| 1980年 （第52回大会） | 静岡 （2年連続13回目）      | 1回戦    | ○ 8 - 1 岡山理大付             | 2回戦    |
| 1980年 （第52回大会） | 静岡 （2年連続13回目）      | 2回戦    | ● 3 - 9 秋田商 （延長10回）    | 2回戦    |
| 1981年 （第53回大会） | 東海大工 （初出場）         | 1回戦    | ○ 4 - 1 高知商                 | 2回戦    |
| 1981年 （第53回大会） | 東海大工 （初出場）         | 2回戦    | ● 0 - 1 PL学園                 | 2回戦    |
| 1982年 （第54回大会） | 静岡市立 （初出場）         | 1回戦    | ● 0 - 2 大成                   | 初戦敗退 |
| 1982年 （第54回大会） | 東海大一 （7年ぶり2回目）   | 1回戦    | ○ 4 - 1 福井商                 | ベスト4  |
| 1982年 （第54回大会） | 東海大一 （7年ぶり2回目）   | 2回戦    | ○ 3 - 0 桜美林                 | ベスト4  |
| 1982年 （第54回大会） | 東海大一 （7年ぶり2回目）   | 準々決勝 | ○ 2x - 1 享栄                  | ベスト4  |
| 1982年 （第54回大会） | 東海大一 （7年ぶり2回目）   | 準決勝   | ● 0 - 4 横浜商                 | ベスト4  |
| 1984年 （第56回大会） | 日大三島 （初出場）         | 1回戦    | ○ 6x - 5 三国丘                | 2回戦    |
| 1984年 （第56回大会） | 日大三島 （初出場）         | 2回戦    | ● 1 - 8 大船渡                 | 2回戦    |
| 1985年 （第57回大会） | 浜松商 （7年ぶり5回目）     | 1回戦    | ● 1 - 11 PL学園                | 初戦敗退 |
| 1986年 （第58回大会） | 浜松商 （2年連続6回目）     | 1回戦    | ○ 8 - 1 PL学園                 | 2回戦    |
| 1986年 （第58回大会） | 浜松商 （2年連続6回目）     | 2回戦    | ● 1 - 2 広島工                 | 2回戦    |
| 1987年 （第59回大会） | 富士 （初出場）             | 1回戦    | ● 0 - 3 滝川二                 | 初戦敗退 |
| 1987年 （第59回大会） | 富士宮西 （初出場）         | 1回戦    | ● 3 - 4 市岡                   | 初戦敗退 |
| 1990年 （第62回大会） | 浜松商 （4年ぶり7回目）     | 1回戦    | ○ 10 - 7 鎮西                  | 2回戦    |
| 1990年 （第62回大会） | 浜松商 （4年ぶり7回目）     | 2回戦    | ● 3 - 5 金沢                   | 2回戦    |
| 1992年 （第64回大会） | 御殿場西 （初出場）         | 1回戦    | ● 3 - 4 東山 （延長10回）      | 初戦敗退 |
| 1993年 （第65回大会） | 浜松商 （3年ぶり8回目）     | 1回戦    | ○ 6 - 3 知内                   | 3回戦    |
| 1993年 （第65回大会） | 浜松商 （3年ぶり8回目）     | 2回戦    | ○ 15 - 12 岩国                 | 3回戦    |
| 1993年 （第65回大会） | 浜松商 （3年ぶり8回目）     | 3回戦    | ● 4 - 5x 大宮東 （延長10回）   | 3回戦    |
| 1994年 （第66回大会） | 掛川西 （19年ぶり3回目）    | 1回戦    | ● 1 - 7 山梨学院大付           | 初戦敗退 |
| 1996年 （第68回大会） | 浜松工 （28年ぶり2回目）    | 1回戦    | ○ 6 - 5 太田市商               | 2回戦    |
| 1996年 （第68回大会） | 浜松工 （28年ぶり2回目）    | 2回戦    | ● 4 - 6 明徳義塾               | 2回戦    |
| 1997年 （第69回大会） | 浜松工 （2年連続3回目）     | 1回戦    | ○ 2 - 0 前橋商                 | 2回戦    |
| 1997年 （第69回大会） | 浜松工 （2年連続3回目）     | 2回戦    | ● 0 - 7 天理                   | 2回戦    |
| 1998年 （第70回大会） | 島田商 （57年ぶり8回目）    | 2回戦    | ● 1 - 4 敦賀気比               | 初戦敗退 |
| 1999年 （第71回大会） | 静岡 （19年ぶり14回目）     | 1回戦    | ○ 7 - 5 柏陵 （延長13回）      | 2回戦    |
| 1999年 （第71回大会） | 静岡 （19年ぶり14回目）     | 2回戦    | ● 0 - 3 日南学園               | 2回戦    |
| 2003年 （第75回大会） | 浜名 （初出場）             | 2回戦    | ● 1 - 2 東北                   | 初戦敗退 |
| 2004年 （第76回大会） | 常葉菊川 （初出場）         | 1回戦    | ● 3 - 4 八幡商                 | 初戦敗退 |
| 2007年（第79回大会）  | 常葉菊川（3年ぶり2回目）    | 1回戦    | ○ 2 - 1 仙台育英               | 優勝     |
| 2007年（第79回大会）  | 常葉菊川（3年ぶり2回目）    | 2回戦    | ○ 10 - 0 今治西                | 優勝     |
| 2007年（第79回大会）  | 常葉菊川（3年ぶり2回目）    | 準々決勝 | ○ 2 - 1 大阪桐蔭               | 優勝     |
| 2007年（第79回大会）  | 常葉菊川（3年ぶり2回目）    | 準決勝   | ○ 6 - 4 熊本工                 | 優勝     |
| 2007年（第79回大会）  | 常葉菊川（3年ぶり2回目）    | 決勝     | ○ 6 - 5 大垣日大               | 優勝     |
| 2008年（第80回大会）  | 常葉菊川（2年連続3回目）    | 2回戦    | ○ 6 - 4 明豊                   | 3回戦    |
| 2008年（第80回大会）  | 常葉菊川（2年連続3回目）    | 3回戦    | ● 2 - 7 千葉経大付             | 3回戦    |
| 2009年（第81回大会）  | 掛川西（15年ぶり4回目）     | 1回戦    | ● 4 - 10 利府                  | 初戦敗退 |
| 2011年（第83回大会）  | 静清（初出場）              | 1回戦    | ○ 9 - 3 京都成章               | 2回戦    |
| 2011年（第83回大会）  | 静清（初出場）              | 2回戦    | ● 1 - 3 日大三                 | 2回戦    |
| 2013年（第85回大会）  | 常葉菊川（5年ぶり4回目）    | 1回戦    | ○ 9 - 5 春江工                 | 3回戦    |
| 2013年（第85回大会）  | 常葉菊川（5年ぶり4回目）    | 2回戦    | ○ 4 - 3 報徳学園               | 3回戦    |
| 2013年（第85回大会）  | 常葉菊川（5年ぶり4回目）    | 3回戦    | ● 1 - 3 高知                   | 3回戦    |
| 2015年（第87回大会）  | 静岡（16年ぶり15回目）      | 1回戦    | ○ 7 - 1 立命館宇治             | ベスト8  |
| 2015年（第87回大会）  | 静岡（16年ぶり15回目）      | 2回戦    | ○ 4 - 2 木更津総合             | ベスト8  |
| 2015年（第87回大会）  | 静岡（16年ぶり15回目）      | 準々決勝 | ● 3 - 4x 敦賀気比              | ベスト8  |
| 2017年（第89回大会）  | 静岡（2年ぶり16回目）       | 1回戦    | ○ 12 - 3 不来方                | 2回戦    |
| 2017年（第89回大会）  | 静岡（2年ぶり16回目）       | 2回戦    | ● 8 - 11 大阪桐蔭              | 2回戦    |
| 2018年（第90回大会）  | 静岡（2年連続17回目）       | 2回戦    | ○ 7 - 0 駒大苫小牧             | 3回戦    |
| 2018年（第90回大会）  | 静岡（2年連続17回目）       | 3回戦    | ● 1 - 8 東海大相模             | 3回戦    |
| 2020年（第92回大会）  | 加藤学園（初出場）          | 交流試合 | ○ 3 - 1 鹿児島城西             | （中止） |
| 2021年（第93回大会）  | 三島南（21世紀枠・初出場）  | 1回戦    | ● 2 - 6 鳥取城北               | 初戦敗退 |
| 2022年（第94回大会）  | 日大三島（38年ぶり2回目）   | 1回戦    | ● 0 - 4 金光大阪               | 初戦敗退 |
| 2023年（第95回大会）  | 常葉大菊川（10年ぶり5回目） | 2回戦    | ● 0 - 3 専大松戸               | 初戦敗退 |
| 2025年（第97回大会）  | 常葉大菊川（2年ぶり6回目）  | 1回戦    | ● 3 - 4x 聖光学院(延長12回TB） | 初戦敗退 |

## 通算成績
| 出場 | 試合 | 勝利 | 敗戦 | 引分 | 勝率 | 優勝 | 準優勝 | ベスト4 | ベスト8 |
| ---- | ---- | ---- | ---- | ---- | ---- | ---- | ------ | ------- | ------- |
| 75   | 126  | 56   | 70   | 0    | .444 | 4    | 0      | 3       | 7       |

## 学校別成績
| 校名           | 出場 | 勝敗     | 直近出場 | 最高成績 | 前身校・備考       |
| -------------- | ---- | -------- | -------- | -------- | ------------------ |
| 静岡           | 17回 | 11勝17敗 | 2018年   | ベスト4  | 静岡中、静岡城内   |
| 浜松商         | 8回  | 10勝7敗  | 1993年   | 優勝1回  |                    |
| 島田商         | 8回  | 5勝8敗   | 1998年   | ベスト4  |                    |
| 常葉大菊川     | 6回  | 8勝5敗   | 2025年   | 優勝1回  | 常葉菊川           |
| 静岡商         | 6回  | 6勝5敗   | 1975年   | 優勝1回  |                    |
| 掛川西         | 4回  | 2勝4敗   | 2009年   | ベスト8  |                    |
| 東海大静岡翔洋 | 3回  | 4勝3敗   | 1983年   | ベスト4  | 東海大一、東海大工 |
| 浜松工         | 3回  | 2勝3敗   | 1997年   | 2回戦    |                    |
| 清水桜が丘     | 2回  | 1勝2敗   | 1968年   | 2回戦    | 清水商             |
| 富士宮北       | 2回  | 1勝2敗   | 1980年   | 2回戦    |                    |
| 日大三島       | 2回  | 1勝2敗   | 2022年   | 2回戦    |                    |
| 浜松北         | 2回  | 0勝2敗   | 1969年   | 初戦敗退 |                    |
| 清水東         | 2回  | 0勝2敗   | 1977年   | 初戦敗退 |                    |
| 韮山           | 1回  | 4勝0敗   | 1950年   | 優勝1回  |                    |
| 静清           | 1回  | 1勝1敗   | 2011年   | 2回戦    |                    |
| 市沼津         | 1回  | 0勝1敗   | 1957年   | 初戦敗退 |                    |
| 静岡市立       | 1回  | 0勝1敗   | 1982年   | 初戦敗退 |                    |
| 富士           | 1回  | 0勝1敗   | 1987年   | 初戦敗退 |                    |
| 富士宮西       | 1回  | 0勝1敗   | 1987年   | 初戦敗退 |                    |
| 御殿場西       | 1回  | 0勝1敗   | 1992年   | 初戦敗退 |                    |
| 浜名           | 1回  | 0勝1敗   | 2003年   | 初戦敗退 |                    |
| 三島南         | 1回  | 0勝1敗   | 2021年   | 初戦敗退 |                    |
| 加藤学園       | 1回  | 0勝0敗   | 2020年   |          | 2020年大会は中止   |